# UFC 85
UFC 85: Bedlam fue un evento de artes marciales mixtas celebrado por Ultimate Fighting Championship el 7 de junio de 2008 en el The O2 Arena, en Londres, Reino Unido.

## Historia
La tarjeta estuvo plagada por una serie de lesiones sufridas por los combatientes originales, obligando a la UFC a reelaborar la tarjeta varias veces. Originalmente, el evento principal estaba encabezado por un combate de peso semipesado entre Chuck Liddell y Maurício Rua; Sin embargo, Rua requirió cirugía en una rodilla lesionada y no pudo competir. Rashad Evans reemplazo a Rua en el evento principal con Liddell, pero Liddell se vio obligado a retirarse de la tarjeta debido a una lesión en el muslo. Poco después, la UFC nombró a James Irvin como reemplazo de Liddell para pelear contra Evans, pero Irvin sufrió una lesión en el pie que le obligó a retirarse. Evans se retiró entonces de la tarjeta también. A continuación, el evento principal fue cambiado a Matt Hughes contra Thiago Alves. Hughes tomó la pelea con poco tiempo de aviso, como favor a la UFC y Alves llegó con cuatro libras de sobrepeso.

## Premios extra
Cada peleador recibió un bono de $50,000.
- Pelea de la Noche: Matt Wiman vs. Thiago Tavares
- KO de la Noche: Thiago Alves
- Sumisión de la Noche: Kevin Burns